# 鈴木理雄
鈴木 理雄（すずき ただお、1946年9月24日 - 2007年12月31日）は、疎開先の三重県生まれの演出家。

## 人物
武蔵中学校・高等学校で高平哲郎、景山民夫と知り合う。1970年（昭和45年）早稲田大学英文科卒業後、サントリーに入社、宣伝部でCMの企画制作担当に関わる。後にサントリー・ブロードウェイ・ミュージカルの招聘担当となり、ボブ・フォッシー「DANCIN’」から「ジェローム・ロビンズ・ブロードウェイ」までを手がける。また、在社中からさまざまな舞台の構成演出も担当し、2007年12月31日、肺がんのため死去、61歳没。サントリー退職後、2007年10月にサントリーホールで上演されたポエティック・ドラマ「みすヾとテルと母さまと」が遺作となった。

## 制作担当CM
| 制作年度 | 製品                   | タイトル                                | 出演者など                      |
| -------- | ---------------------- | --------------------------------------- | ------------------------------- |
| 1976     | オレンジ50             | いまどき100円                           | 原田美枝子                      |
| 1978     | 純生                   | 相撲甚句 あんたが主役                   | 加山雄三、旭國、麒麟児          |
| 1978     | レッド                 | 仲直り                                  | 大原麗子                        |
| 1978     | 角瓶                   | 日本の女性                              | 三宅一生                        |
| 1979     | 純生                   |                                         | タケカワユキヒデ                |
| 1979     | オールド               | 羊飼い                                  |                                 |
| 1979     | VSOP                   | ブランデー、水で割ったらアメリカン 水兵 |                                 |
| 1980     | オールド               | ニューヨーク                            | 開高健                          |
| 1981     | 純生                   | サンバ                                  | 曲:山下達郎                     |
| 1981     | トリス                 | 雨と犬                                  |                                 |
| 1983     | 生ビール               | ペンギンダンス                          |                                 |
| 1983     | リザーブ               | 雀鮨                                    |                                 |
| 1983     | オールド               | カシュガル                              |                                 |
| 1983     | 樹氷                   | タコ                                    | 田中裕子                        |
| 1983     | ナマ樽                 | 一般大衆                                | 貴ノ花、レオナルド熊、高見知佳  |
| 1983     | 洋酒ギフト             | お歳暮 東京駅                           | ロバート・シールズ、曲:山下達郎 |
| 1983     | ローヤル               | ランボー                                |                                 |
| 1984     | 烏龍茶                 | 大人                                    |                                 |
| 1985     | 洋酒ギフト             | 友情                                    | 鹿賀丈史                        |
| 1986     | モルツ                 | 森の二人                                |                                 |
| 1986     | VSOP                   | タンゴ改訂                              | マジョラール・エルサ・マリア    |
| 1988     | リザーブ               | 睡蓮                                    | ミッキー・ローク                |
| 1990     | 角瓶                   | キレイな指                              | 鹿賀丈史                        |
| 1990     | オールド               | ニューヨーク                            | 大原麗子                        |
| 1991     | クレスト12年           | クラブ                                  | ショーン・コネリー              |
| 1991     | ビア吟醸               | 野茂+三浦 キャッチ                      | 野茂英雄、三浦知良              |
| 1992     | ボス                   | 走る                                    | 矢沢永吉                        |
| 1994     | オールド               | 背中                                    | 長塚京三                        |
| 1997     | サントリーホール10周年 | 陶酔                                    |                                 |

## 構成演出
- 夏木マリ｢華麗なる大円舞曲｣シアターΧ
- 鳳蘭「マイ・ミュージカル・レヴュー」青山劇場
- 五輪真弓「タイムトゥシング｣NHKホール
- 市村正親「ペール・ギュントの旅」サントリーホール（2005年9月15日 - 23日）
- 市村正親「天正少年使節と音楽の旅」
- ポエティック・ドラマ「みすヾとテルと母さまと」サントリーホール小ホール（2007年10月）
- 鳳蘭 「クリスマス・ディナー・ショウ｣ 東京會舘 （ - 2007年12月24日）

## その他
- ACC（社団法人全日本シーエム放送連盟）貢献賞受賞（第一回・平成6年度）